# Pseudohalosydna rosea
Pseudohalosydna rosea är en ringmaskart som beskrevs av Fauvel 1913. Pseudohalosydna rosea ingår i släktet Pseudohalosydna och familjen Polynoidae. Inga underarter finns listade i Catalogue of Life.